# پتاسیم تتراکلروپلاتینات
پتاسیم تتراکلروپلاتینات (به انگلیسی: Potassium tetrachloroplatinate) با فرمول شیمیایی K۲PtCl۴ یک ترکیب شیمیایی با شناسه پاب‌کم ۶۱۴۴۰ است. که جرم مولی آن 415.09 g/mol می‌باشد. شکل ظاهری این ترکیب، جامد مایل به قرمز است.